# Benissanet
Benissanet (spanisch Benisanet) ist eine Gemeinde im Süden Kataloniens mit 1.186 Einwohnern (Stand: 2024) und liegt in der Provinz Tarragona und der Comarca Baix Camp.

## Lage
Benissanet liegt etwa 55 Kilometer westsüdwestlich von Tarragona in einer Höhe von ca. 40 m.

## Bevölkerungsentwicklung
| Jahr      | 1970 | 1981 | 1991 | 2001 | 2011 | 2021 |
| Einwohner | 1217 | 1137 | 1029 | 1048 | 1249 | 1129 |

## Sehenswürdigkeiten

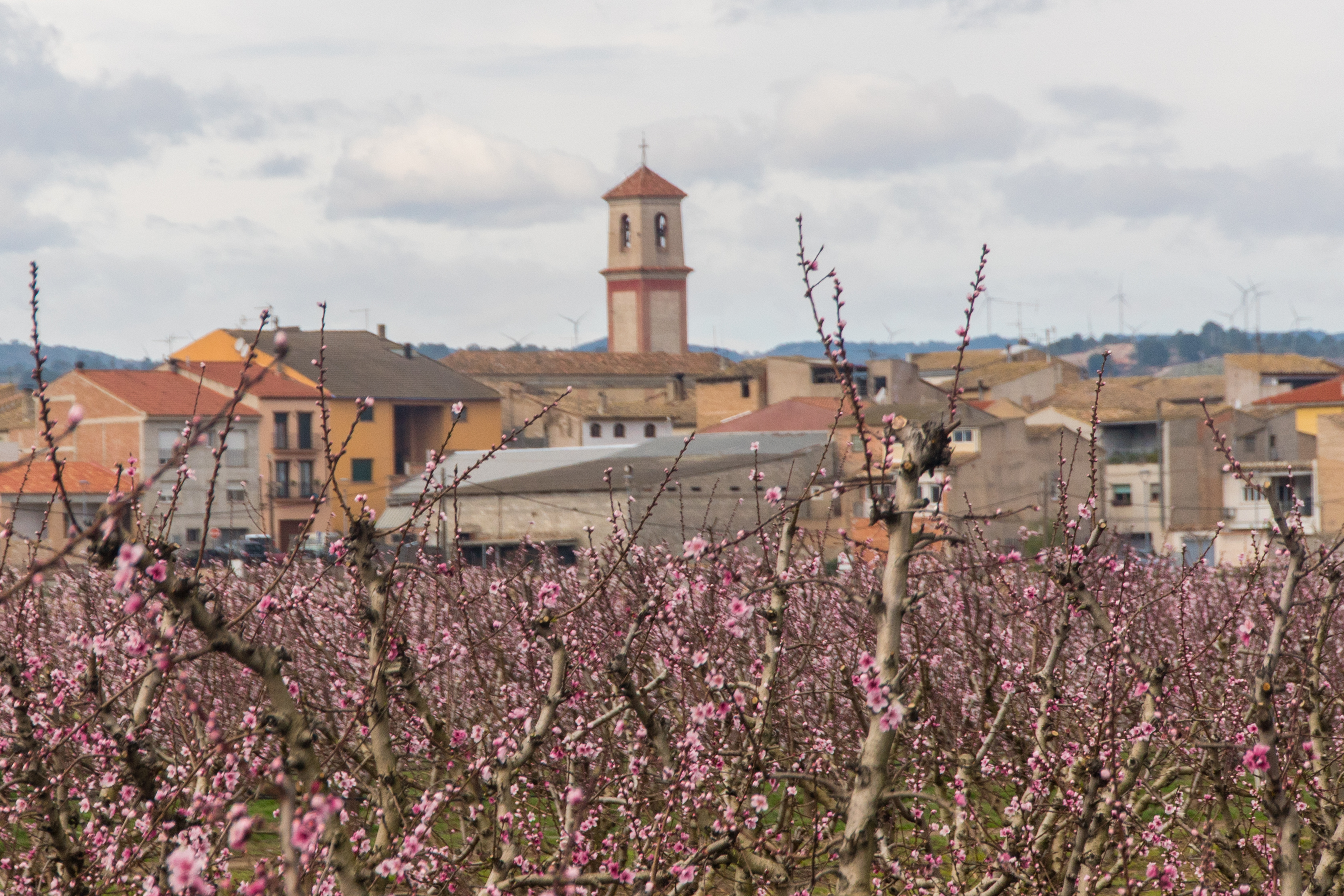
Johannes-der-Täufer-Kirche
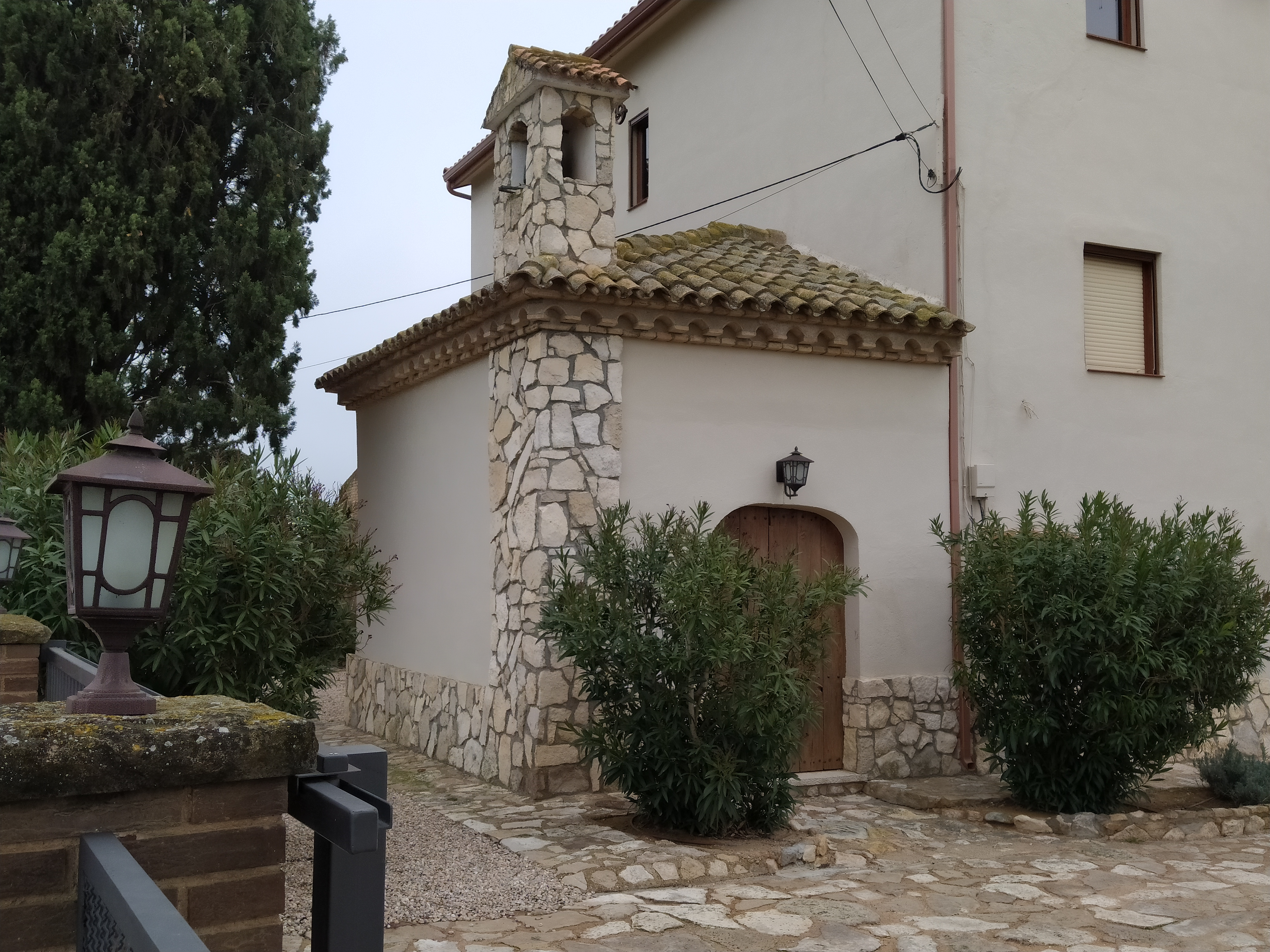
Rochuskapelle
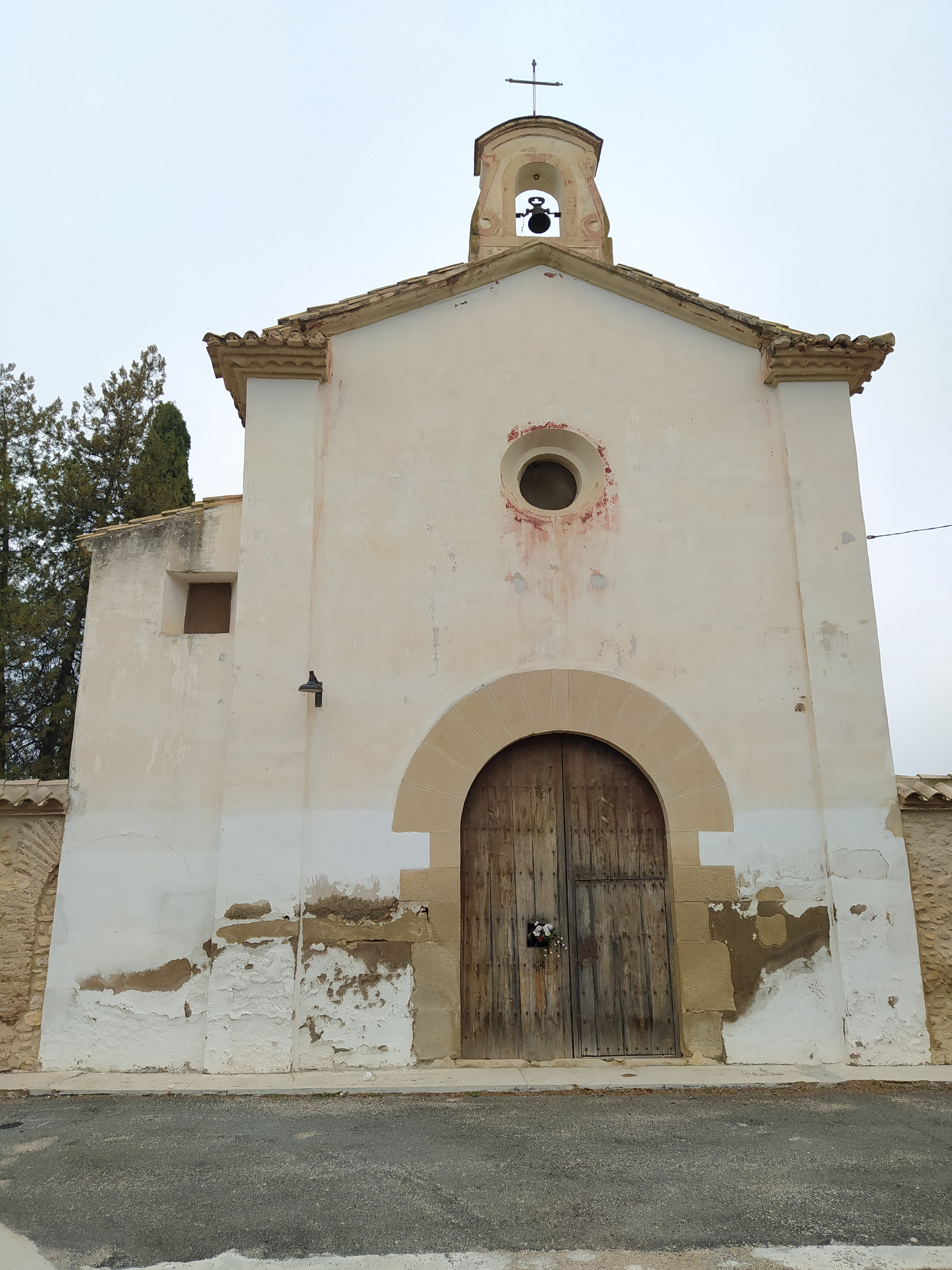
Marienkapelle
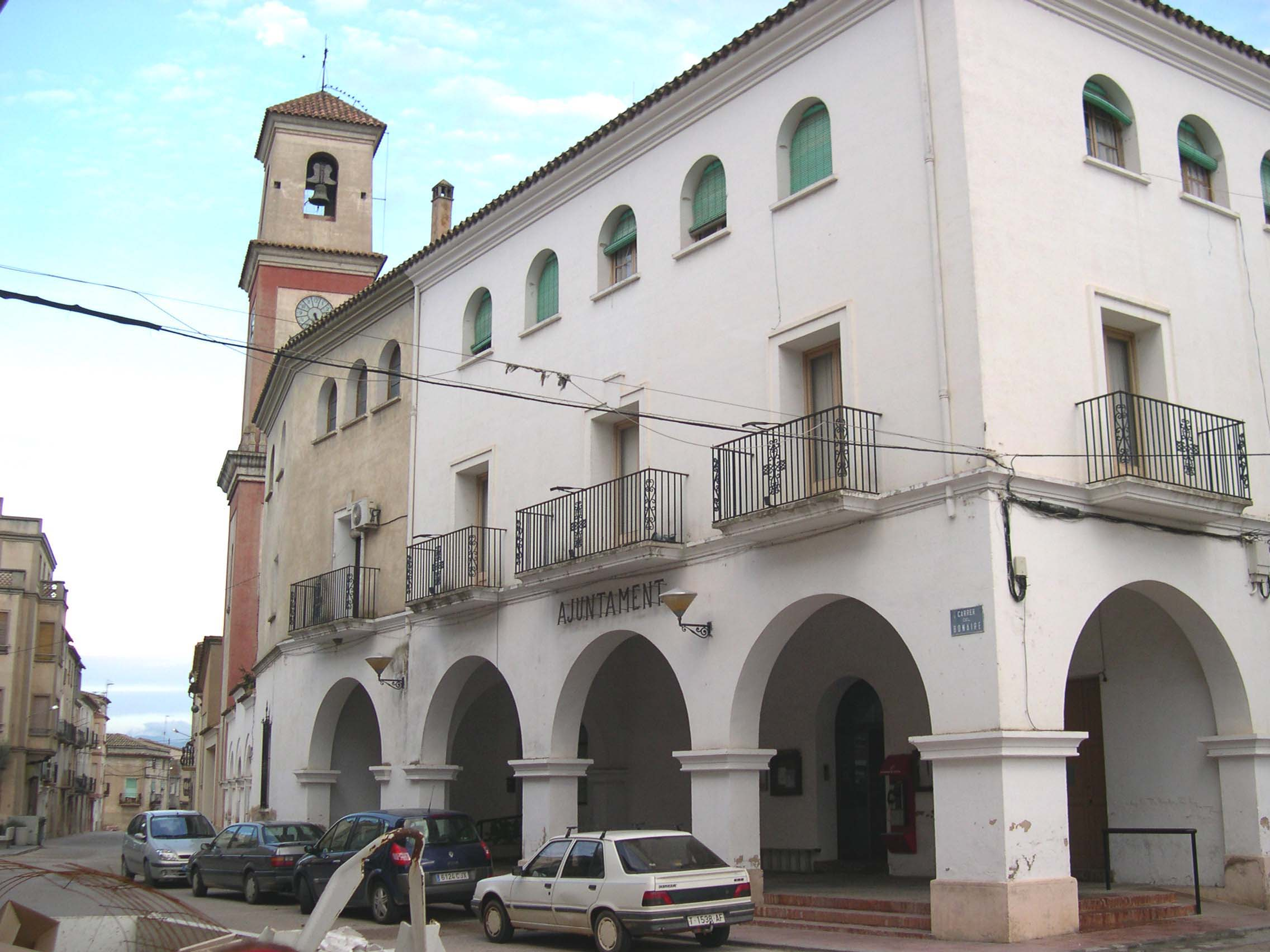
Rathaus

- Johannes-der-Täufer-Kirche
- Rochuskapelle
- Marienkapelle
- Rathaus

## Persönlichkeiten
- Manuel Solé (1872–1934), Sportler (Fußball, Fechten, Turnen)